# إعدام طالب ثانوي (فلم)
إعدام طالب ثانوي فيلم مصري إنتاج 1983. الفيلم من بطولة نور الشريف وسهير رمزي ومحيي اسماعيل.
يحكي الفيلم قصة مقتل سهير رمزي في بداية الفيلم وتحقيقات الشرطة لمعرفة الجاني.
تدور الشبهات في البداية حول زوج القتيلة نور الشريف خصوصا انه كان على علاقة بامرأة أخرى، لكن تكتشف الشرطة ان علاقته بتلك المرأة كان بغرض جمع معلومات كلفته بها ادارته.
يدرس الطالب محيي اسماعيل في الثانوية العامة وهو ابن أخ القتيلة لكنه يفشل في النجاح أكثر من مرة، فيعمل عند أحد الأثرياء الذي يصدف انه ينوي الزواج من المرأة التي كان زوج عمته على علاقة بها، يتعرف الطالب عليها وتقنعه بسرقة شرائط تملكها عمته عن علاقة زوجها بها وكانت قد هددتها بإرسالها إلى الرجل الثري، فيذهب إلى بيت عمته لتنفيذ المهمة ويدخل غرفتها فيفاجا باستيقاظها
فيقتلها، يحكم على الطالب بالإعدام لكنه يسقط ميتا قبل تنفيذ الحكم.

## روابط خارجية
- مقالات تستعمل روابط فنية بلا صلة مع ويكي بيانات